# 辛納屈主義
辛納屈主義（英語：Sinatra Doctrine）是苏联共产党中央委员会总书记米哈伊尔·戈尔巴乔夫的政府用来戏称其允许周边华沙条约组织成员国自己决定自己的内政的政策的名称。这个名称来自于法蘭·仙納杜拉的歌（我自己的路）——苏联允许这些国家走他们自己的路。
辛納屈主義与此前的勃列日涅夫主义相比是一个政策上的大转变。在勃列日涅夫主义时期，华沙条约组织国家的内政在很大程度上遭到了莫斯科的控制。勃列日涅夫主义被用来作为1968年入侵捷克斯洛伐克以及1979年入侵非华沙组织国家阿富汗的借口。1980年代末，苏联内部结构的缺陷、不断加剧的经济问题、反共产主义情感的加剧和阿富汗战争的后果使得苏联对其周边国家的控制越来越困难。
1989年10月25日苏联外交部发言人格拉西莫夫参加美国电视节目《早安美国》评论两天前苏联外长爱德华·谢瓦尔德纳泽发表的一次讲话。谢瓦尔德纳泽说苏联承认所有国家的自由选择的权利，尤其是其它华沙条约组织国家自由选择的权利。格拉西莫夫在采访时说：“我们现在有辛納屈主義。他有一首歌，叫做《我走我自己的路》。所以每个国家决定走它自己的路。”记者问他这是否包括莫斯科接受华约组织内反对共产党。格拉西莫夫回答说：“当然……政治结构必须由住在那里的人民自己决定。”
一般认为辛納屈主義是莫斯科给予其盟国决定它们自己的未来的允诺。实际上它是一个后续政策，因为这个时候苏联的盟国已经获得了很大的行动自由了。在格拉西莫夫发言一个月前波兰就已经获得了它从1940年代以来第一个非共产党政府。1989年8月匈牙利政府开放了其奥地利边境，开放了铁幕。由于匈牙利是少数东德人可以去的国家，因此上千东德人跑到匈牙利，通过这个开放的边境逃往西德。匈牙利政府拒绝阻止東德人用這條路線逃亡，讓东德政府非常恼怒。
同樣感到恼怒的還有共产党强硬派如德国统一社会党总书记埃里希·昂纳克，他批评传统华约“社会主义者团结”的结束，要求莫斯科惩罚匈牙利。但昂纳克在国内也受到越来越强的批评，在莱比锡及其它东德城市爆发大规模的反政府示威。谢瓦尔德纳泽的讲话和格拉西莫夫对新政策的解释实际上是对昂纳克呼吁的拒绝。
对于华约组织国家来说辛納屈主義有极大的影响。数週後东德、捷克斯洛伐克、保加利亚、罗马尼亚等国的共产主义政权被推翻，冷战和欧洲的分裂结束。